# Army & Navy Stores (Verenigd Koninkrijk)
Army & Navy Stores was een warenhuisgroep in het Verenigd Koninkrijk, die in de negentiende eeuw ontstond als een coöperatieve vereniging voor militaire officieren en hun families. De vereniging werd in de jaren dertig een naamloze vennootschap en kocht in de jaren vijftig en zestig meerdere onafhankelijke warenhuizen. In 1973 werd de Army and Navy Stores-groep overgenomen door House of Fraser. In 2005 werden de resterende Army & Navy-winkels (de vlaggenschipwinkel aan Victoria Street in Londen en winkels in Camberley en Chichester) gerenoveerd en omgedoopt tot House of Fraser. House of Fraser zelf werd eind 2006 overgenomen door de IJslandse investeringsmaatschappij Baugur Group en vervolgens op 10 augustus 2018 door Sports Direct.
Het warenhuis aan Victoria Street, dat uiteindelijk onder de naam House of Fraser opereerde, was gevestigd in de City of Westminster, ten zuiden van St. James's Park. Het was het enige warenhuis in de omgeving. Op elk van de vier verkoopverdiepingen werd een breed assortiment aan artikelen verkocht, waaronder kleding, accessoires, cosmetica, meubels, huishoudelijke apparaten en elektrische apparaten. 'World of Food', een nieuw food hall-concept in de House of Fraser-winkels (geïntroduceerd in Birmingham in 2003), werd geopend op de begane grond ter gelegenheid van de herlancering van de winkel onder de naam 'House of Fraser', maar sloot in 2021. Het gebouw werd tussen 2022 en 2023 gesloopt en vervangen door een multifunctioneel gebouw van zestien verdiepingen, genaamd 105 Victoria.

## Geschiedenis

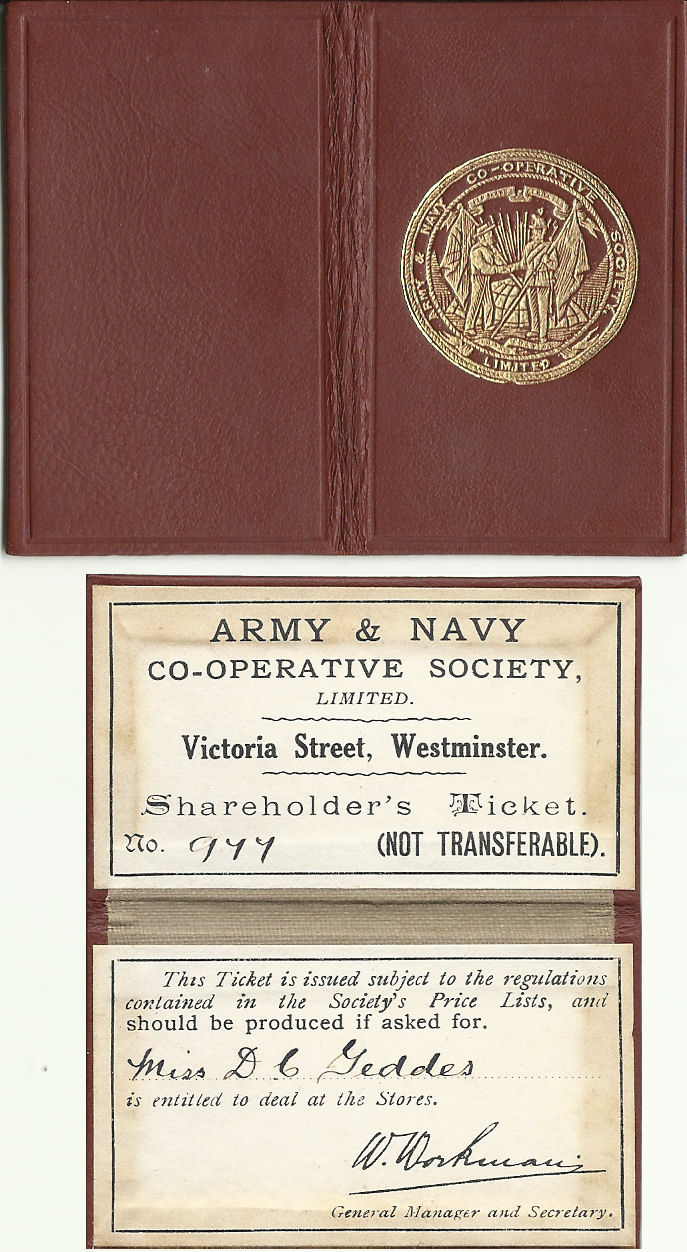
Aandeelhouderskaart van de Army & Navy Coöperatieve Vereniging

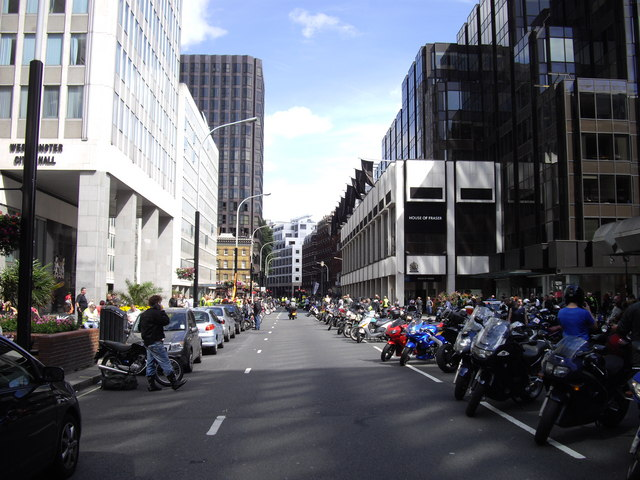
Victoria Store als House of Fraser aan de rechterkant

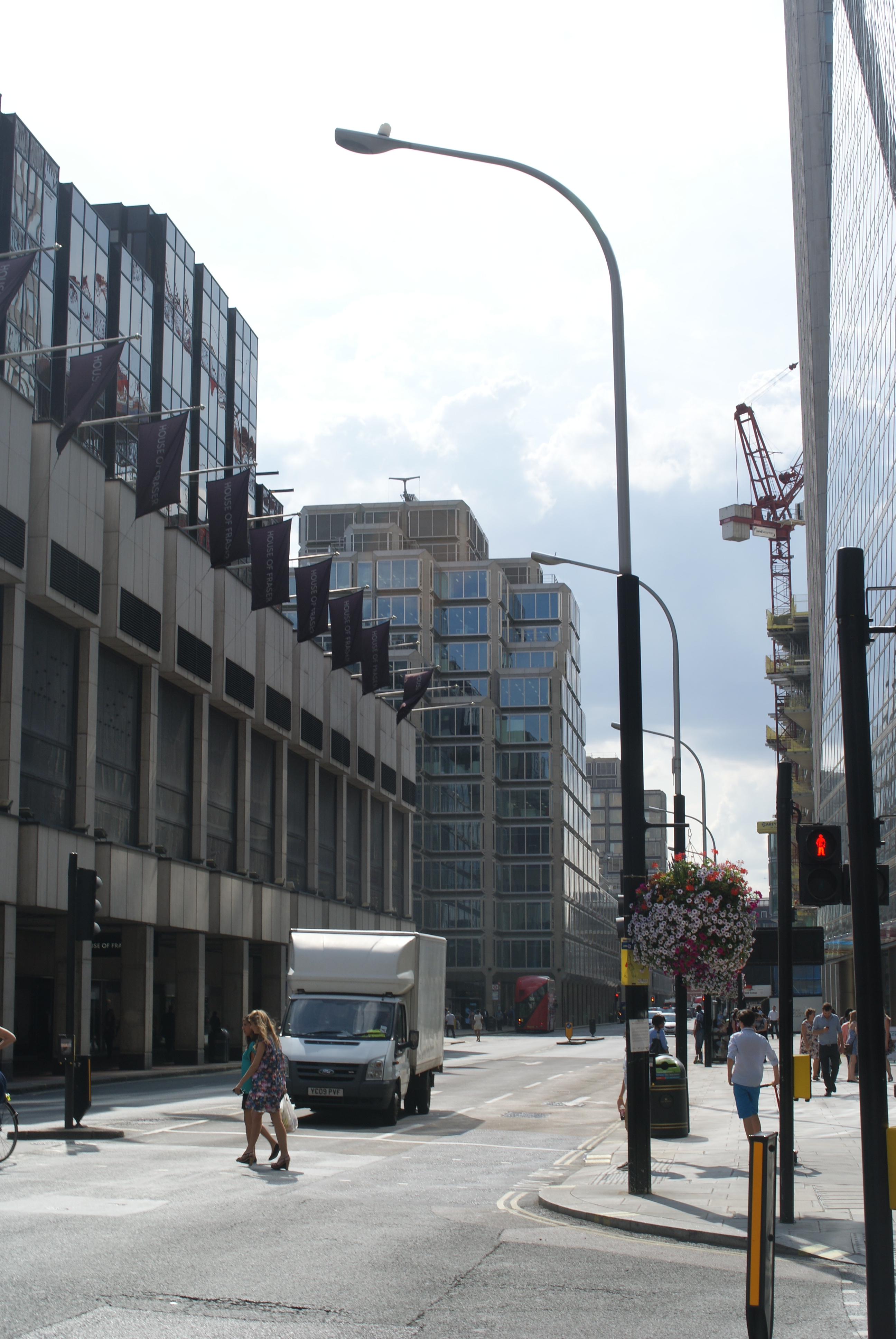
Victoria-winkel als House of Fraser aan de linkerkant

De Army & Navy Co-operative Society Ltd. werd op 15 september 1871 opgericht door een groep leger- en marineofficieren. Het doel van de militaire coöperatie was om goederen te leveren aan haar leden tegen de laagst mogelijke tarieven, en was gebaseerd op twee eerdere modellen – de Civil Service Supply Association en de Civil Service Co-operative Society. De vereniging huurde een deel van een distilleerderijpand in Victoria Street, Londen, dat eigendom was van Vickers & Co. In februari 1872 werd op het terrein een winkel voor de verkoop van levensmiddelen geopend. In 1873 verkocht de winkel kantoorbenodigdheden, gordijnen, luxeartikelen, kleermakersartikelen, levensmiddelen, een drogisterij en zelfs een wapenafdeling. De winkel bleek te klein voor de groeiende onderneming, dus huurden de oprichters een pand naast hun bestaande magazijn en verwierven ze een extra magazijn in Johnson Place.
In 1876 was het bedrijf opnieuw uit zijn jasje gegroeid. Ze huurden een groter deel van de distilleerderij van Vickers, sloten hun pakhuis in Johnson Place en verhuisden naar een nieuwe locatie aan Ranelagh Road in Pimlico. Het bedrijf bood zijn leden nu bancaire diensten aan en had een optie op de locatie onderhandeld als onderdeel van de huurovereenkomst aan Victoria Street. In 1878 werd van deze optie gebruikgemaakt, waardoor een deel van het pand aan de Victoria Street kon worden gekocht. Er werd een ruimte met verfrissingen aan de winkel toegevoegd voor het groeiende klantenbestand. De winkel breidde zich ook internationaal uit door kantoren te openen in Parijs en Leipzig.
De onderneming bleef groeien en in 1881 kocht de vereniging de resterende distilleerderij en de bijbehorende gebouwen. In de daaropvolgende maanden werden afdelingen geopend die het hele terrein besloegen. Bovendien werd het magazijn verplaatst naar Tooley Street in Westminster, waarna de locatie in Pimlico fungeerde als productiecentrum voor kleding en bedrukking. Sinds 1877 werd het drukken in eigen beheer uitgevoerd. Er werd extra werkplaatsruimte gekocht in Johnson Street en kantoren in Howick Place werden omgebouwd tot verkoopruimte. Tegen die tijd had het bedrijf ook de verkoop van meubels en een makelaardij aan zijn activiteiten toegevoegd. 
De vereniging bleef groeien en er kwamen nieuwe locaties bij. In 1890 werden er winkels geopend in Plymouth en Bombay, India, terwijl in 1891 nog een winkel werd geopend in Karachi. Dit Indiase avontuur werd voortgezet met de opening van winkels in Calcutta in 1900, terwijl in de jaren 1930 winkels werden geopend in New Delhi, Shimla en Ranchi. 
De vereniging bleef uitbreiden in Londen, bouwde een nieuwe levensmiddelenfabriek aan Coburg Road en kocht meer onroerend goed langs Victoria Street. De vereniging bood een enorme geïllustreerde prijslijst aan, die telefonisch besteld kon worden.
Het laatste nog levende bestuurslid, kapitein Ernest Lewis, overleed op 3 april 1926. Hij was gezamenlijk directeur en penningmeester tot hij in juli 1914 met pensioen ging na 43 jaar bij de vereniging. Een van zijn zonen was Donald Swain Lewis, een hoge officier, die in 1916 stierf in het Royal Flying Corps.
In 1934 werd de vereniging omgezet in een besloten vennootschap – Army & Navy Stores Ltd. De 'General Price list 1935-36' van Army and Navy Stores Limited vermeldde showrooms en kantoren op Victoria Street 105, Francis Street en Howick Place, Westminster SW1. Depots werden vermeld in Union Street, Plymouth, Devon en in India aan Esplanade Road, Bombay en Chowringhee, Calcutta. Er was ook een meubelopslagplaats en kluisruimte in Turnham Green en een veilingzaal in Greencoat Place SW1. 
Het bedrijf werd zwaar getroffen tijdens de Tweede Wereldoorlog. De locaties Turnham Green en Portsmouth liepen zware schade op door bombardementen en het depot in Plymouth werd volledig verwoest. De handelsmoeilijkheden werden nog groter na de oorlog, toen India in 1947 onafhankelijk werd. De laatste koloniale winkel in Bombay sloot in 1952. 
Toen de buitenlandse vestigingen sloten, richtten de plannen zich op de uitbreiding van de binnenlandse activiteiten. In 1953 werd het eerste van een aantal provinciale warenhuizen gekocht met de overname van Genge & Co in Dorchester. Kort daarna werd in datzelfde jaar het landgoed van William Harvey uit Guildford gekocht. In 1955 werd J.D. Morant uit Chichester aan het bedrijf toegevoegd. Andere aankopen waren onder meer Thomas Clarkson uit Wolverhampton in 1960, Thomas White & Co uit Aldershot in 1961, Burgis & Colbourne uit Leamington Spa in 1963 en Parsons & Hart uit Andover in 1965. In 1968 werden de winkels van Harrison Gibson in  Bromley aan de groep toegevoegd. Er werd niet alleen geld uitgegeven aan overnames – in 1964 werd er in Camberley een nieuwe winkel gebouwd, die de merknaam William Harvey kreeg, terwijl de winkels in Guildford, Chichester, Dorchester en Wolverhampton nieuwe uitbreidingen kregen. 
In 1973 werd begonnen met de vervanging van de oude winkel aan Victoria Street. Het nieuwe gebouw werd in 1977 voltooid, ontworpen door de Londense architecten Elsom Pack & Roberts.
In 1973 werd Army and Navy Stores gekocht door House of Fraser. De John Barker & Co-winkels in Kensington en Eastbourne werden geïntegreerd met Army & Navy. De groep werd later uitgebreid met onder andere de Chiesmans-winkels die aan het portfolio werden toegevoegd.

## Filialen
- Aldershot, voorheen Thomas White
- Andover, Parsons & Hart; overgenomen in 1965; verkocht aan F W Woolworth & Co. in 1967.
- Basildon, voorheen Taylors of Basildon; verkocht aan House of Fraser in 1979; gesloten in 1994.
- Bexleyheath, voorheen Chiesmans
- Bromley, voorheen Harrison Gibson; overgenomen in 1968; gesloten in 2004
- Camberley, voorheen Harveys of Camberley; geopend door Army & Navy Stores als een filiaal van William Harvey of Guildford. The store was renamed Army & Navy in 1974.[5]
- Chichester, voorheen J D Morant
- Dorchester, voorheen Genge & Co. (oorspronkelijk Genge, Dixon & Jameson)
- Eastbourne, voorheen Barkers (oorspronkelijk Dale & Kerley); gesloten in 1997
- Epsom, opened 1984; hernoemd in Dickins & Jones in 1987.
- Gravesend, voorheen Chiesmans (oorspronkelijk Bon Marche)
- Guildford, voorheen William Harvey
- Hove, voorheen Chiesmans (voorheem Stuart Norris and oorspronkelijk Driscolls)
- Ilford, voorheen Chiesmans (oorspronkelijk C W Burnes)
- Kingston-upon-Thames, voorheen Chiesmans (oorspronkelijk Hide & Co.)
- Leamington Spa, voorheen Burgis & Colbourne; renamed Rackhams in 1976
- Lewisham, voorheen Chiesmans / Chiesman Brothers; gesloten in 1997
- Maidstone, voorheen T C Dunning & Son; gesloten in 2005.
- Newport, Isle of Wight, voorheen Chiesmans (oorspronkelijk Morris of Newport / Edward Morris & Co.).
- Southend-on-Sea, voorheen Chiesmans (previously a satellite store of J R Roberts of Stratford); gesloten in 1987
- St. Albans, voorheen Greens / W S Green; gesloten in 1969
- Tunbridge Wells, voorheen Chiesmans (oorspronkelijk Waymarks)
- Upton Park, voorheen Chiesmans (oorspronkelijk John Lewis)
- Wolverhampton, voorheen Thomas Clarkson & Sons

## Dochterondernemingen
Op 13 november 1973 werd de voorgestelde fusie tussen Boots en House of Fraser Companies onderwerp van een schriftelijke vraag in het Lagerhuis en werden de volgende bedrijven vermeld als dochterondernemingen van Army & Navy: 